# Elaphria miochroa
Elaphria miochroa là một loài bướm đêm trong họ Noctuidae.